# Transports en Autriche

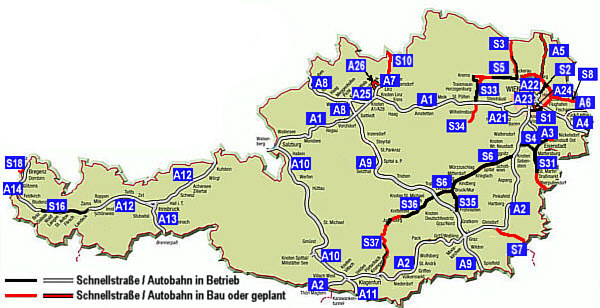
Carte des autoroutes d'Autriche.

Cet article présente diverses informations sur les infrastructures de transport en Autriche.

## Chemins de fer
Total : 6 123 km, dont 3 523 km électrifiés
à voie normale (1,435 m) : 5 639 km, dont 3 429 km électrifiés
à voie étroite : 484 km (13 km à écartement de 0,60 m, 468 km à écartement de 0,760 m - 94 km électrifiés, et 3 km à écartement de 0,60 m (1999))
- Compagnie nationale de chemin de fer : ÖBB (Österreichische Bundesbahnen)

- Villes dotées d'un réseau de métro : Vienne, Serfaus
- Villes dotées d'un réseau de tramway : Gmunden, Graz, Innsbruck, Linz, Salzbourg, Vienne

## Routes
200 000 km
revêtues : 200 000 km (dont 1 613 km d'autoroutes)
non revêtues : 0 km (1999)

### Principales autoroutes
- A1 (E 60), « Westautobahn », axe Est-Ouest passant par Vienne, l'aéroport de Schwechat et accès vers les pays de l’Est
- A7 (E 55), « Mühlkreis Autobahn », liaison entre l'Autriche et la République tchèque
- A8 (E 56), « Innkreis Autobahn », liaison vers l'Allemagne et notamment vers l'aéroport international de Munich-Erding
- A9 (E 57), « Pyhrn Autobahn », axe de transit international vers l'Italie, la Slovénie et la Croatie

### Règlementation applicable auxpoids lourds
- La circulation des poids lourds est interdite les samedis à partir de 15 h et les dimanches et jours fériés jusqu'à 22 h. Elle est également interdite la nuit de 22 h à 5 h.
- Éco-points (Ökopunkte) : pour limiter la pollution due au trafic routier de transit, l'Autriche a instauré depuis 1992 un régime de limitation autoritaire du trafic en subordonnant le droit de transit à la présentation d'éco-points. Ceux-ci sont alloués annuellement à chaque pays de l'Union européenne, à charge pour ceux-ci de les répartir entre leurs transporteurs. Chaque éco-point donne le droit d'émettre un gramme d'oxyde d'azote (NOx) par kilowatt-heure. Chaque poids lourd doit payer à chaque passage un nombre d’éco-points qui dépend de la distance parcourue et des caractéristiques techniques du véhicule. En cas de fraude, il encourt une amende de 1 450 euros. Depuis 1998, le contrôle se fait automatiquement par lecture de vignettes apposées sur le pare-brise. Ce système a contribué à contenir le développement du transit routier en Autriche et reste en application jusqu'en 2006 en accord avec la Commission européenne.

### Sécurité routière
En 2015, la mortalité est de 56 tués par million d'habitants, proche de la moyenne de l'UE.
En 2013, les vitesses moyennes pratiquées sont de 116 km/h sur autoroute et 51 km/h en ville. En 2008, la vitesse moyenne pratiquée sur les routes rurales est de 89 km/h.
En 2016, 347 nationaux (80 %) ont été tués sur les routes autrichiennes contre 85 non-nationaux (20 %). En 2016, 288 personnes (67 %) sont tuées en zone rurale, 110 personnes en zone agglomérée (25 %) 34 sur autoroutes (8 %) et 85 aux croisements (20 %).
Pour améliorer la sécurité routière, l'Autriche a établi un "Austrian Road Safety Programme 2011-2020" qui se focalise sur la réduction des vitesses pratiquées, et les vitesses maximales autorisées sur les routes rurales.
Depuis 2017, les photographies peuvent être utilisées comme preuve pour sanctionner l'utilisation de téléphone au volant.
En 2021, le kilométrage routier est estimé à 76 milliards de véhicules kilomètres parcourus, soit un taux de tués de 4,7.
En 2022, la mortalité est de 41 tués par million d'habitants, taux proche mais meilleur que la moyenne de l'UE.
Les principales catégories de tués sont les 180 automobilistes, les 55 motards, les 49 piétons et les 44 cyclistes.
En 2022, 99% des femmes et 97% des hommes portent la ceinture de sécurité. Ceux qui ne la portent pas multiplient par neuf leur risque de blessure.

## Voies navigables
358 km (1999)
Le Danube traverse l'Autriche sur une distance de 350 km ; il entre en territoire autrichien près d'Obernzell, à 2 223 km de son embouchure et en sort près de Hainburg au km 1880 ; il est ouvert à la navigation à grand gabarit (classe VIb européenne) ; le Danube, prolongé par le canal Rhin-Main-Danube met en relation le Rhin (et donc Rotterdam sur la mer du Nord) avec la mer Noire.
Outre le transport de marchandises, des croisières sont organisées sur le Danube.

## Ports
Linz, Vienne, Port de Freudenau, Enns, Krems.

### Marine marchande
total : 20 navires (de 1 000 tonneaux ou plus de jauge brute) totalisant 65 284 tonneaux (91 951 tonnes de port en lourd)

#### Navires par catégories
vraquiers 1, cargos 15, vrac combiné 2, porte-conteneurs 2 (1999)

## Aéroports
55 (1999 est.)

### Aéroports - avec pistes en dur
total : 22
de plus de 3 000 m : 1
de 2500 à 3 000 m : 5
de 1500 à 2 500 m : 1
de 1000 à 1 500 m : 3
de moins de 1 000 m : 12
- Principaux aéroports internationaux en Autriche
  - Vienne-Schwechat
  - Salzbourg-Mozart,
  - Aéroport de Graz

- Aéroports nationaux : 
  - Linz
  - Innsbruck
  - Klagenfurt

### Aéroports - avec pistes en herbe
total : 33
de 1000 à 1 500 m : 4
de moins de 1 000 m : 29

### Héliports
1 (1999)

### Compagnie aérienne nationale
- Austrian Airlines Group, membre de Star Alliance. Ce groupe comprend trois sociétés : Austrian Airlines, Lauda Air et Austrian arrows

## Conduites
Oléoducs (brut) 777 km ; gazoducs (méthane) 840 km (1999)

## Remontées mécaniques
- Funiculaires construits en tunnel (année de construction)
  - Gletscherbahn Kaprun 2 (1974) ; 3,9 km à Kaprun (l'incendie de ce funiculaire fit 155 victimes le 11 novembre 2000)
  - Pitztaler Gletscherbahn « Pitz-Express »  (1983) ; 3,2 km à Pitztal
  - Métro de Serfaus (1985) ; anciennement Dorfbahn Serfaus soit le « train du village », 1,28 km en souterrain, à Serfaus
  - Mölltaler Gletscherexpress ;  (1997) à Mölltal